# 埼玉県金子村B29墜落事故
埼玉県金子村B29墜落事故（さいたまけんかねこむらB29ついらくじこ）は、1952年（昭和27年）2月7日に爆弾を満載した在日米軍のB-29爆撃機が、埼玉県入間郡金子村（現・入間市）寺竹に墜落・炎上して爆発を繰返し、村民4名と乗員13名が死亡した事故である。

## 事故の概要
2月7日夜、横田基地より50 kg爆弾を満載して離陸したB29は、午後10時50分頃に同基地より北へ約8 kmほど離れた金子村寺竹に墜落。この時東京電力の送電線を引っ掛けて切断し、立川市を始めとする広範囲で停電が発生した。墜落と同時に機体の燃料が飛散して引火し、現場近くの民家が燃え始めたため、やや離れた場所に住む住民1名が、消火と救護に駆け付けたが、誘爆に巻き込まれて即死した。当時は朝鮮戦争の最中で、米軍の爆撃機が頻繁に離陸しており、駆け付けた住民、警官、消防団も墜落機の周囲に散乱する爆弾のさらなる誘爆を警戒して救助や消火も全く手を付けられなくなった。
ある程度の時間をおいて爆発が繰返され、消火活動が出来ずそのまま燃え広がり、墜落から約3時間後の2月8日午前2時頃には、火災は付近の民家7世帯11棟を全焼させた。現場付近130戸の村民は、吹雪の中を金子村立金子中学校（現・入間市立金子中学校）と、金子村立金子小学校（現・入間市立金子小学校）に分かれて避難した。また、金子・東金子・豊岡・元狭山の各消防隊や警察などは現場より南に少し離れた金子郵便局に陣取って火災の様子を見守った。
午前2時時点で、計8回の爆発が起き、米軍側からの情報ではなお十数発の爆弾が散乱している可能性があると伝えられた。米軍は地元警察を通じ、付近住民に墜落現場の半径200 m以内には決して近付かないよう警告した。火災は午前3時過ぎ頃に自然鎮火したが、依然残る不発弾が爆発する可能性があり、なかなか現場へ近付けなかった。
最終的には、民家7世帯11棟が全焼、民家約50戸が爆風で半壊、住民4名が死亡。B29爆撃機の乗員は13名が全員死亡した。後の現場検証では、爆弾の他に機関砲の銃弾などが何度も破裂して飛び散っていたらしいことが分かった。米軍当局は、墜落の原因としてB29爆撃機のエンジン故障が考えられると発表している。

## 註記
1. ↑  八高線金子駅より北東へ約1 kmほど離れた場所
2. ↑  このため青白い火花を散らしながら飛行機が落ちて来たとの目撃情報があった
3. ↑  破片の1つは墜落現場から数百 m離れた金子小学校の窓ガラスを割って中に飛び込んでいた